# قلعة أقا
قلعة أقا هي قرية في مقاطعة لنجان، إيران. عدد سكان هذه القرية هو 370 في سنة 2006.